# مافانو
مافانو (به لاتین: Maafannu) یک منطقهٔ مسکونی در مالدیو است که در ماله (مالدیو) واقع شده‌است.